# 상동교회
상동교회는 1888년 개신교 선교사인 스크랜튼 선교사가 설립한 감리교 교회이다. 서울특별시 중구 남대문로 30에 있다.

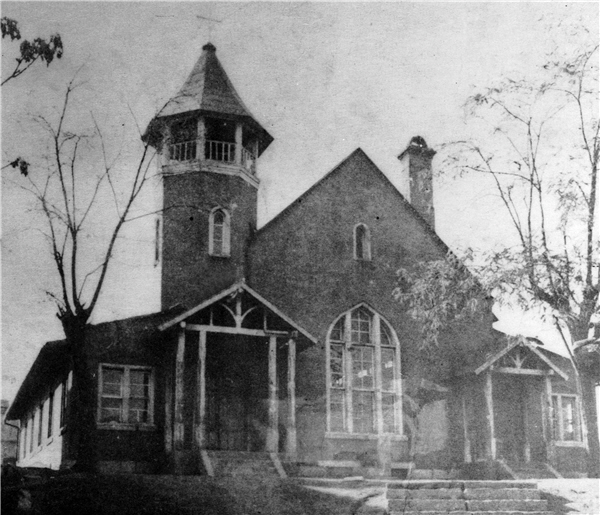
상동교회 건물.

상동교회는 민족운동에 참여한 많은 인재들을 길러 내었는데, 이동녕, 박용만 이승만 등이 이곳에 속하여 있었다. 구한말 당시 상동교회는 남학생과 여학생을 위한 초등학교인 공옥학교를 경영하고 있었는데, 이 학교의 교감 이회영, 교사 전덕기, 이동녕 등이 항일 비밀결사인 신민회를 결성하여 독립 의식을 고취하였다.
한때 교회 건물 내부에 새로나백화점이 있었으나, 1998년 4월 백화점 도산으로 인해 폐점하고,현재는 새로나쇼핑으로 남아있다.

## 건축

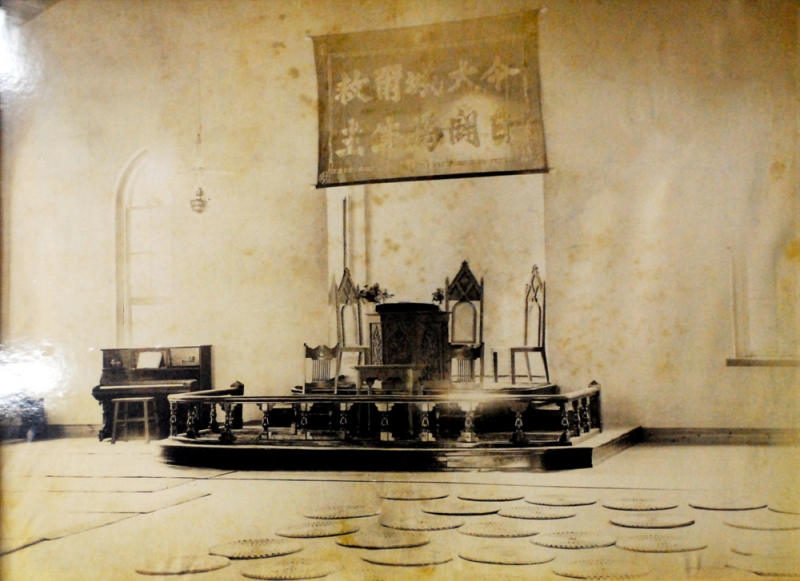
상동교회 내부 전경.

조선과 대한제국의 유명한 건축기사 심의석(沈宜錫)이 건축에 참여하여 1900년 ~ 1901년에 걸쳐 건립하였다.